# Team X
Team X (inne pisownie Team Ten i Team 10) – międzynarodowa grupa architektoniczna późnego modernizmu.
Grupę stworzyli architekci, którzy na CIAM w 1954 zaprezentowali odmienne od dotychczas dominującego zdanie na temat roli kontekstu w projektowaniu urbanistycznym. Młodzi członkowie grupy dążyli do humanizacji nowoczesnej architektury, kładąc nacisk na etyczny i socjologiczny aspekt planowania przestrzeni.
Nieformalna grupa spotykała się regularnie niezależnie od CIAM, a później prowadziła ożywioną korespondencję. Jej członkowie poprzez swoje wykłady i publikacje wywarli wielki wpływ na architekturę lat 50. i 60. Później, wraz z pojawieniem się postmodernizmu wpływ Team X gwałtownie zmalał. Grupa ogłosiła rozwiązanie po śmierci Jaapa Bakemy w 1981.

## Skład grupy

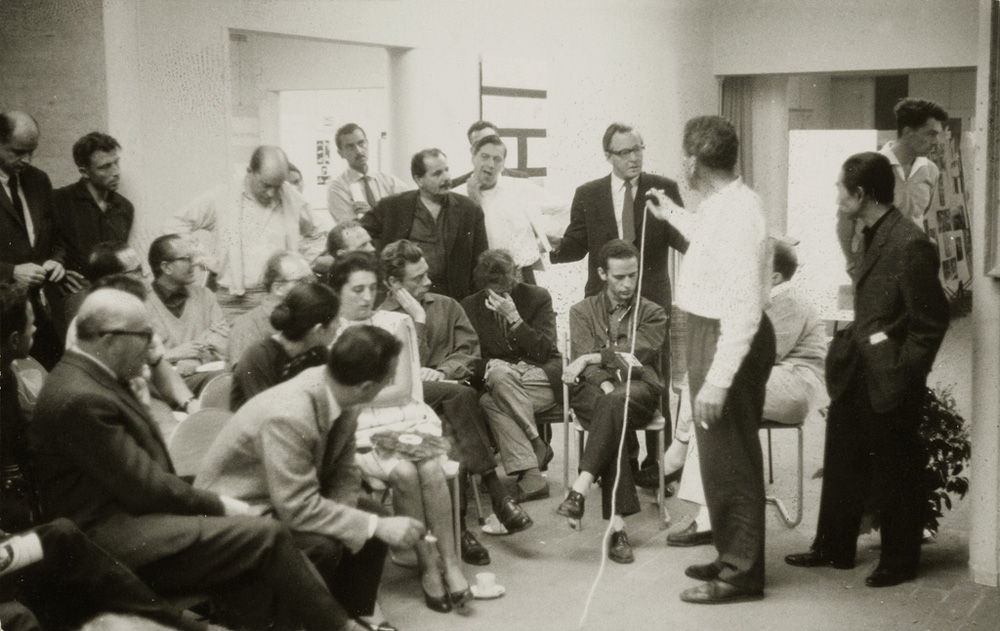
Spotkanie członków Team 10 (1959)

### Główni członkowie grupy
- Jaap Bakema
- Giancarlo De Carlo
- Georges Candilis
- Aldo van Eyck
- Alison i Peter Smithson
- Shadrach Woods

### Wybrani współpracownicy grupy
- Oskar Hansen
- Herman Hertzberger
- Jerzy Sołtan
- Oswald Mathias Ungers